# جایزه بزرگ غرب ایالات متحده ۱۹۸۱
جایزه بزرگ غرب ایالات متحده ۱۹۸۱ (انگلیسی: ‎1981 United States Grand Prix West‎)، که به‌طور رسمی با نام جایزه بزرگ تویوتای لانگ بیچ شناخته می‌شود، یک مسابقهٔ موتوری در رشتهٔ اتومبیل‌رانی فرمول یک بود که در تاریخ ۱۴ مارس ۱۹۸۱ در پیست لانگ بیچ واقع در لانگ بیچ، کالیفرنیا، ایالات متحده آمریکا برگزار شد. این گراند پری در میان ۱۵ گراند پری در فصل ۱۹۸۱، مسابقهٔ شمارهٔ ۱ بود.
در این مسابقه که قرار بود در ۸۰ دور و به مسافت  برگزار شود، پول پوزیشن توسط ریکاردو پاتریس کسب شد و سریع‌ترین زمان برای طی یک دور پیست که برابر با ۱:۲۰٫۹۰۱ بود نیز توسط آلن جونز به ثبت رسید. این مسابقه پیش از پایان دورهای برنامه‌ریزی‌شده، در دور ۸۰ و پس از طی مسافت ۲۶۰٫۰۸ کیلومتر (۱۶۱٫۶۰۶ مایل) متوقف شد.
آلن جونز از تیم ویلیامز-فورد، کارلوس روتمان از تیم ویلیامز-فورد و نلسون پیکه از تیم برابام-فورد به‌ترتیب مقام‌های اول تا سوم مسابقه را کسب کردند.

## رده‌بندی قهرمانی پس از مسابقه
| جایگاه | راننده        | امتیاز |
| ------ | ------------- | ------ |
| ۱      | آلن جونز      | ۹      |
| ۲      | کارلوس روتمان | ۶      |
| ۳      | نلسون پیکه    | ۴      |
| ۴      | ماریو اندرتی  | ۳      |
| ۵      | ادی چیور      | ۲      |
| منبع:  |               |        |

| جایگاه | سازنده       | امتیاز |
| ------ | ------------ | ------ |
| ۱      | ویلیامز-فورد | ۱۵     |
| ۲      | برابام-فورد  | ۴      |
| ۳      | آلفا رومئو   | ۳      |
| ۴      | تایرل-فورد   | ۲      |
| ۵      | تئودور-فورد  | ۱      |
| منبع:  |              |        |

یادداشت
- تنها پنج جایگاه نخست از هر رده‌بندی نمایش داده شده است.